# Sulurupsvogel
De sulurupsvogel (Coracina guillemardi) is een zangvogel uit de familie Campephagidae (rupsvogels).  Deze vogel is genoemd naar zijn ontdekker, de Britse natuuronderzoeker Francis Henry Hill Guillemard (1853-1933).

## Taxonomie
Eerder werd deze vogel beschouwd als een ondersoort van de gebandeerde rupsvogel (C. striata), maar op grond van verschillen in uiterlijk en geluid is aan deze vogel soortstatus toegekend.

## Verspreiding en leefgebied
Deze vogel komt voor in het zuiden van de Filipijnen op de Sulu-eilanden.